# Lea Schwer
Lea Schwer (ur. 13 stycznia 1982 w Bazylei) – szwajcarska siatkarka plażowa.
Reprezentowała Szwajcarię na Letnich Igrzyskach Olimpijskich 2008 w parze z Simone Kuhn. Zakończyły rywalizację w fazie grupowej bez wygranego seta.